# 北陸学院中学校・高等学校
北陸学院中学校・高等学校（ほくりくがくいん ちゅうがっこう・こうとうがっこう、英: Hokuriku Gakuin Junior & Senior High School）は、石川県金沢市飛梅町にある私立中学校・高等学校。

## 概要
本校はプロテスタントの改革長老教会系キリスト教会により設立された、北陸において唯一のミッションスクール。石川県では最も古い後期中等教育機関としての歴史を持つ。
建学の精神は、旧約聖書の詩編１１１編１０節　「主（神）を畏れることは知恵の初め。これを行う人はすぐれた思慮を得る。主の賛美は永遠に続く。」
2005年より男女共学となった。共学化以前は石川県最後の男女別学（女子校）の高等学校であった。
校章は雪の結晶と星を象っている。中央のH（北陸学院の頭文字）は高等学校が白抜き。
女子生徒の制服は、1935年の改定から受け継がれた伝統的セーラー服。夏服と冬服ではカラーとカフスの色地が異なる。（夏はブルー、冬はエンジ）
2004年に文部科学省によりスーパーイングリッシュランゲージハイスクールに指定された。

## 設置形態

### 高等学校
全日制課程　普通科 学年制
- 特別進学コース - 2003年設置。難関国公私立大学進学を目指すコース。同志社大学への特別推薦がある。
- 総合進学コース - 2003年度に「普通コース」から名称変更。短大･専門学校をめざし各種資格の取得を重視するコース。

諸キリスト教学校との関係によって、同じくキリスト教学校の同志社大学や青山学院大学などの大学への推薦進学枠が広く確保されている。
- 成績が一定の基準に達していない場合や年間の欠席日数が15日以上を超えた場合は進級・卒業不可となる。単位を取得できなかったら留年となる。

### 中学校
どちらも英語の授業時数は公立校の約2倍の時間を当てている。卒業後は、北陸学院高等学校への進学が可能である。（出席日数や学校生活の様子により進学ができないこともある。）ただしクラス編成などのため、入学試験は一般入試と同等のものを受験しなければならない。

## 沿革

### 経緯
アメリカ人宣教師メリー･K･ヘッセルが1884年（明治17年）に金沢市広坂通り92番地で開いた、女性を対象とした私塾を基としている。当時はまだ学制が布かれたばかりであり、県内では金沢第一中学校（1893年設立。現在の金沢泉丘高等学校）も第四高等学校（1887年設立。現在の金沢大学）も存在せず、ましてや女子の普通教育などは考えられない時代であった。

### 年表
- 1885年（明治18年）
  - 米国人キリスト教宣教師メリー･K･ヘッセルにより金沢女学校として設立される。予科3年本科4年。9月に金沢市柿木畠10番地に移転。
  - 金沢女学校が開校。
- 1900年（明治33年）- 北陸女学校と改称する。
- 1905年（明治38年）- 校章制定。
- 1913年（大正02年）- 専門学校入学者検定規定により文部大臣の指定を受ける。
- 1922年（大正11年）- 制服制定。
- 1931年（昭和06年）- 5年制高等女学校と同等の資格を受ける。
- 1935年（昭和10年）- 制服が現在のものに改正される。
- 1936年（昭和11年）- 本科を高等女学部・専攻科部と改称する。
- 1947年（昭和22年）- 学制改革により中学部を設置する。
- 1948年（昭和23年）- 学制改革により高等学部を設置する。
- 1949年（昭和24年）- 第1回「メサイヤ」演奏会…現在は共催。
- 1951年（昭和26年）- 学校法人北陸学院として認可。
- 1952年（昭和27年）- 高等学部が現在の飛梅町に移転。講堂兼礼拝堂を「栄光館」と命名。
- 1961年（昭和36年）- 高等学部を北陸学院高等学校、中等部を北陸学院中学校に名称変更する。
- 1966年（昭和41年）- 中学校が現在地に移転。
- 1981年（昭和56年）- 第1回「市民クリスマス」。
- 1985年（昭和60年）- 栄光館にパイプオルガン設置。
- 2003年（平成15年）- 中学校の特別進学コースを男女共学化。
- 2004年（平成16年）- 県内で初めてSELHi指定校となる
- 2005年（平成17年）- 高等学校及び中学校全コースを男女共学制に移行する。
- 2006年（平成18年）- 普通コースを中高発展進学コースに、特別コースを中高一貫進学コースに名称変更。

## 生徒会活動・部活動など

### 生徒会
中学：生徒会長、副会長、書記、会計、風紀厚生委員長、学校新聞委員長、保健体育委員長、宗教委員長、図書委員長がある。

### 運動部
中高合同で活動
- 陸上競技
- 卓球

高校のみで活動
- 硬式テニス（男・女）
- 男子バスケットボール
- 女子バスケットボール
- バドミントン
- 女子バレーボール
- 硬式野球（男子）
- フットサル
- バレーボール同好会（男子）

### 文化部
中高合同で活動
- 女子バトントワリング…県マーチング･バトントワリングフェスティバルに毎年出場。チーム名は「キューティーズ」
- 吹奏楽
- 美術
- 華道
- 茶道
- 筝曲
- 囲碁・将棋
- ハンドベル
- アーツ

高校だけで活動
- ハンドベルクワイヤ…県内唯一のハンドベル部。校内行事はもちろん、県内各地へ招かれ演奏を披露している。
- ESS
- クッキング
- 演劇
- 合唱
- 軽音楽
- ダンス
- 放送
- 理科同好会

中学だけで活動
- 英語
- 筝曲
- 理科
- 弁論

その他
毎年クリスマスに募集される「聖歌隊」がある。

## 行事
《出典：》

### 中学
- 4月：入学礼拝、イースター礼拝、All Mission Retreat（1・2年）
- 5月：春季大会、ペンテコステ礼拝、ペアレンツデイ、レッツspeakEnglish!、イッテM！
- 6月：文化鑑賞（1年）、花の日礼拝・訪問
- 7月：観能教室（3年）、文化教室（2年）、演劇コンクール、体験入学、短期海外研修（希望者のみ）
- 8月：学校説明会
- 9月：ミッション祭（中高合同）、創立記念礼拝、秋季大会、運動会
- 10月：収穫感謝礼拝（中高合同）、宗教改革記念礼拝、修学旅行（3年 ※2024年度 - 長崎〈五島列島、長崎市内、ハウステンボス〉）
- 11月：生徒会役員選挙、イッテM！、ツリー点灯式（中高合同）
- 12月：Missionウィンターフェスティバル、クリスマス礼拝・市民クリスマス（中高合同）、ターム海外留学（希望者のみ）
- 1月：書き初め大会、イッテM！
- 2月：レッツspeakEnglish!
- 3月：遠足（3年）、3年生を送る会、卒業礼拝

### 高校
- 4月：入学礼拝、イースター礼拝、All Mission Retreat（1・3年）、遠足（2年）
- 5月：ペンテコステ礼拝、ペアレンツデイ
- 6月：花の日礼拝・訪問
- 7月：野球部全校応援、体験入学、短期海外研修（希望者のみ）
- 8月：体験入学（部活動体験）、長期海外留学（希望者のみ）
- 9月：ミッション祭（中高合同）、創立記念礼拝
- 10月：収穫感謝礼拝（中高合同）、宗教改革記念礼拝、スポーツ祭、球技大会
- 11月：ツリー点灯式（中高合同）、修学旅行（2年 ※2023年度 - 沖縄県）
- 12月：クリスマス礼拝・市民クリスマス（中高合同）、ターム海外留学（希望者のみ）
- 1月：推薦入試、一般入試（一次）
- 2月：生徒会役員選挙、卒業レポート発表会、卒業修養会（3年）、卒業礼拝

## 校歌
作詞：江戸さい子　作曲：今井松雄

## 所在地
〒920-8563 石川県金沢市飛梅町1番10号

## アクセス
- JR北陸新幹線・IRいしかわ鉄道線金沢駅（東口）→ 6番のりば 北鉄金沢バス（11番・錦町B線）約15分 →「出羽町」停留所 徒歩約1分
- 金沢ふらっとバス「飛梅町」停留所 徒歩すぐ
- 北鉄金沢バス「香林坊」停留所 徒歩約20分

## 著名な出身者
中学・高校
- 田中美里（女優）
- さがゆりこ（タレント、元日本ミスグランプリ）
- 東小雪（LGBT人権活動家）

高校のみ
- 高倉美貴（女優）
- 大月さゆ（元宝塚歌劇団雪組娘役）
- 能登麻美子[3]（声優）
- 田中美絵子（金沢市議会議員、元衆議院議員）
- 星間美佳（ラジオパーソナリティー）
- 横井かりこる（お笑い芸人、フタリシズカ）
- 山田恭 （アイドル、円神）
- 大倉颯太（プロバスケットボール選手）